# Чарлс Мартин (писател)
Чарлс Мартин (на английски: Charles Martin) е американски писател на бестселъри в жанра любовен роман и романтичен трилър.

## Биография и творчество
Чарлс Мартин е роден на 3 ноември 1969 г. в Джаксънвил, Флорида, САЩ. Получава бакалавърска степен по английска филология от Държавния университет във Флорида, и магистърска и докторска степен по журналистика от Университета „Риджънт“ в Вирджиния Бийч.
През 1993 г. се жени за Кристи. Имат трима сина – Чарли, Джон Т. и Рийс. След дипломирането си работи като заместник-преподавател по английски език в Университет „Хамптън“ в Хамптън. През 1997 г. семейството се мести в Джаксънвил, където две години работи в застрахователна компания. Едновременно с работа си започва да пише. През 1999 г. продава първия си ръкопис и се посвещава на писателската си кариера.
Първият му роман „The Dead Don't Dance“ (Мъртвите не танцуват) от поредицата „Пробуждане“ е публикуван през 2004 г.
През 2010 г. е издаден романът му „Планината помежду ни“. Двама непознати попадат в пустата и отдалечена снежна планина след трагична самолетна катастрофа. Разбирайки, че помощ няма да дойде, те се впускат в опасно пътуване през пустинята. Романът става бестселър. През 2017 г. романът е екранизиран в едноименния филм с участието на Идрис Елба, Кейт Уинслет и Бео Бриджис.
През 2013 г. е издаден романът му „Ненаписан роман“. Звездата на Холивуд Кейти Куин, криеща за бляскавато си външност объркана душа, среща мистериозния Сънди, който е изградил собствен усамотен свят търсейки покой. Двамата се опитват да излекуват душевните си рани или да потънат повече в тях.
Героите на романите му са добри хора, които попадат в трудни сутуации, но и намират душевна сила, взаимност и упование, за да продължат напред.
Писателят има черен колан по Таекуон-до и ловува с лък.
Чарлс Мартин живее със семейството си в Джаксънвил.

## Произведения

### Самостоятелни романи
- Wrapped in Rain (2005)
- When Crickets Cry (2006)
Когато щурците плачат, изд.: ИК „Бард“, София (2023), прев. Милена Илиева
- Chasing Fireflies (2007)
- Where the River Ends (2008)
- The Mountain Between Us (2010)
Планината помежду ни, изд.: ИК „Бард“, София (2017, 2019), прев. Анета Макариева-Лесева
- Thunder and Rain (2012)
- Unwritten (2013)
Ненаписан роман, изд.: ИК „ЕРА“, София (2013), прев. Цветана Генчева
- A Life Intercepted (2014)
- Water from My Heart (2015)
Вода от сърцето ми, изд. ИК „Бард“, София (2021), прев. Анета Макариева-Лесева
- Long Way Gone (2016)
- Send Down the Rain (2018)

### Серия „Пробуждане“ (Awakening)
1. The Dead Don't Dance (2004)
2. Maggie (2006)

### Серия „Мърфи Шепърд“ (Murphy Shepherd)
1. The Water Keeper (2020)
2. The Letter Keeper (2021)

### Документалистика
- What If It's True? (2019)
- They Turned the World Upside Down (2021)

### Екранизации
- 2017 Планината помежду ни, The Mountain Between Us